# Xie Zongxiang
Xie Zongxiang (chinesisch 谢宗祥, Pinyin Xiè Zōngxiáng; * im Juli 1852 in Fuzhou in der Provinz Fujian, Chinesisches Kaiserreich; † im Februar 1930) bzw. Ryū Ryū Ko war ein chinesischer Meister der Kampfkunst des Schreienden Kranichs (chinesisch 鸣鹤, Pinyin míng hè), einer Variante des Weißer-Kranich-Boxens. Ob es sich bei Xie Zongxiang und Ryū Ryū Ko um die gleiche Person handelt, ist strittig.
Lehrer von Xie Zongxiang war Großmeister Pan Yuba (潘屿八), der als Vertreter des Schreienden Kranichs berühmt war. Zuerst hatte Großmeister Pan Yuba das Luohan-Boxen (chinesisch 罗汉拳), dann das Weißer-Kranich-Boxen gelernt. Der Schreiender-Kranich-Stil war durch die Kombination des Luohan-Boxens mit dem Weißer-Kranich-Boxen entstanden. Sowohl Higaonna Kanryō als auch sein Schüler Miyagi Chōjun, der Begründer des Gōjū-Ryū-Karate-Stils, hatten bei Meister Xie Zongxiang gelernt.